# كلوديا كيمفيرت
كلوديا كيمفيرت (بالإنجليزية: Claudia Kemfert) (من مواليد 17 ديسمبر 1968 في دلمنهورست، ألمانيا) وهي خبيرة اقتصادية ألمانية في مجالات أبحاث الطاقة والحفاظ على البيئة. وهي أستاذة في الطاقة في كلية هيرتي للحكم في برلين. وترأس قسم الطاقة والنقل والبيئة في المعهد الألماني للأبحاث الاقتصادية (DIW Berlin).

## حياتها
قامت كيمفيرت بقيادة قسم الطاقة والنقل والبيئة في المعهد الألماني للأبحاث الاقتصادية (DIW Berlin) منذ أبريل 2004. ومن 2004 حتى 2009 كانت أستاذة في الاقتصاد البيئي في جامعة هومبولت في برلين. درست كيمفيرت الاقتصاد في جامعة بيليفيلد، جامعة أولدنبورغ، حيث تخرجت في عام 1998. وقد قامت بزيارة بحثية لما بعد الدكتوراة في مؤسسة Fondazione Eni Enrico Mattei وتُختصر لـ (FEEM) في ميلانو في عام 1998.
من يناير 1999 إلى أبريل 2000، قادت مجموعة بحث في معهد التطبيق الرشيد للطاقة في جامعة شتوتغارت. عملت كأستاذة زائرة وقامت بالتدريس في جامعة سانت بطرسبرغ الحكومية (2003-2004) وجامعة موسكو الحكومية (2000-2001) وجامعة سيينا (1998، 2002-2003). من عام 2000 إلى عام 2004 كان لـ «كيمفيرت» منصب أستاذة مساعدة وكانت قائدة مجموعة بحثية في جامعة أولدنبورغ.

## أنشطة أخرى
في عام 2016، تم تعيين كيمفيرت من قبل الوزارة الاتحادية للبيئة وحماية الطبيعة والبناء والسلامة النووية كعضوة في المجلس الاستشاري الألماني المعني بالبيئة. كما نصحت رئيس المفوضية الأوروبية دوراو باروسو في مجموعة رفيعة المستوى حول الطاقة والمناخ، وتعمل كخبيرة خارجية في اللجنة الدولية للتغيرات المناخية. كانت كيمفيرت عضوة في فريق الخبراء الرفيع المستوى لمفوض الاتحاد الأوروبي للبيئة والاستدامة، والمجموعة الاستشارية للطاقة في المفوضية الأوروبية (DG Research). علاوة على ذلك، تعمل كعضوة لجنة تحكيم في العديد من أسعار الاستدامة الهامة.
شغلت كيمفير منصب وزيرة لحكومة ظل في مجال الطاقة في نوربرت روتغين (الاتحاد الديمقراطي المسيحي) (CDU) في شمال الراين-وستفاليا (2012) وكذلك في (الحزب الديمقراطي الاجتماعي الألماني) في هسن (2013).
بالإضافة إلى ذلك، عملت كيمفير لمجموعة متنوعة من الوظائف، بما في ذلك ما يلي:
- عضوة المجلس الدولي في المعهد النمساوي للبحوث الاقتصادية (WIFO).[5]
- عضوى المجلس الاستشاري بالأكاديمية الفيدرالية للسياسات الأمنية (BAKS) (منذ 2015).[6]
- عضوة في هيئة الرئاسة في منظمة نادي روما، ألمانيا (منذ 2011).[7]
- عضوة المجلس الاستشاري في مؤسسة البيئة الألمانية.[8]
- عضوة في مجموعة مراقبة الطاقة (EWG).[9]
- عضوة مجلس الأمناء في مركز الابتكار للطاقة (IZE) في جامعة برلين للتكنولوجيا.
- عضوة مجلس الإدارة في برلين.

## جوائز
حصلت كيمفيرت على جائزة من الهيئة الألمانية للتبادل الثقافي وتم تكريمها في عام 2006 كأفضل عالمة ألمانية من مؤسسة البحوث الألمانية «هيلمهولتز». في عام 2011، تم منحها ميدالية اورانيا بالإضافة إلى B.A.U.M. وهي جائزة بيئية لأفضل العلوم وحصلت على جائزة «الألمانية للطاقة الشمسية» وجائزة آدم سميث للسياسة البيئية القائمة على السوق في عام 2016.

## وصلات خارجية
- كلوديا كيمفيرت على موقع IMDb (الإنجليزية)
- كلوديا كيمفيرت على موقع مونزينجر (الألمانية)
- كلوديا كيمفيرت على موقع قاعدة بيانات الفيلم (الإنجليزية)
- كلوديا كيمفيرت في فهرس مكتبة ألمانيا الوطنية